# Mitsuoka

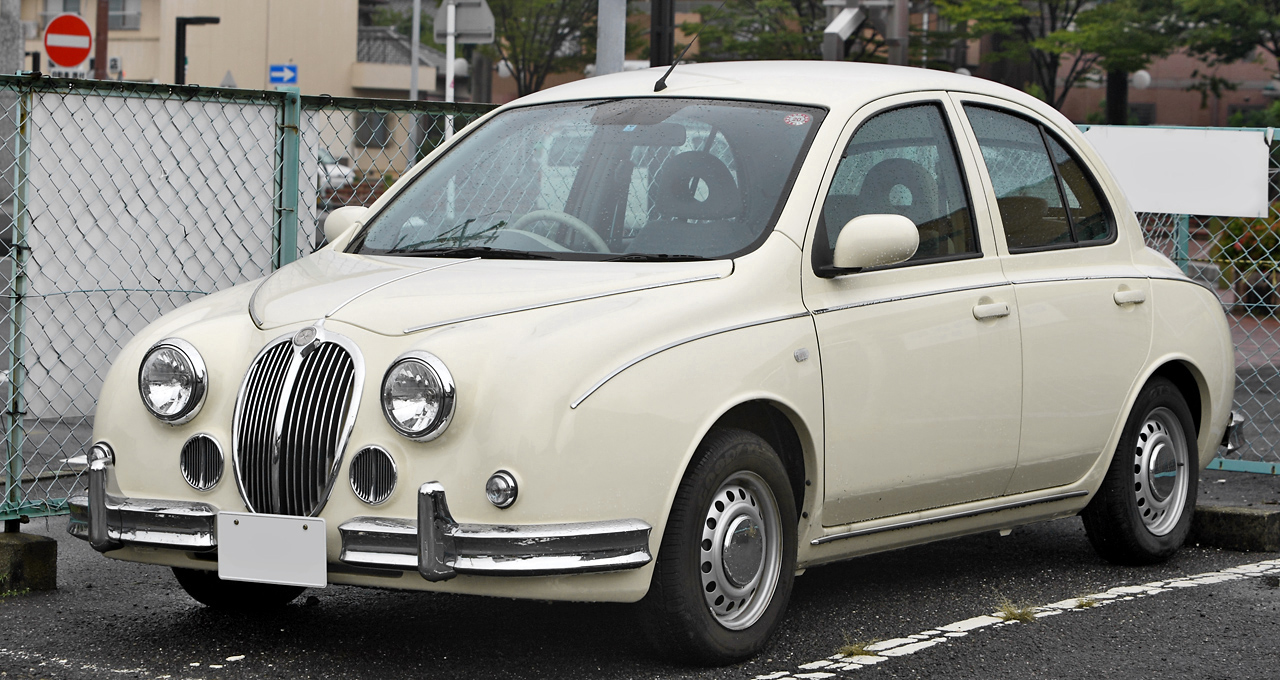
Mitsuoka Viewt, inspirado en el Jaguar Mark 2 y basado en el Nissan Micra.

Mitsuoka Motor (光岡自動車 Mitsuoka Jidōsha?) es una pequeña compañía automovilística japonesa que construye coches modernos con un aspecto exterior similar al de los vehículos británicos de las décadas de 1950 y 1960. Básicamente, Mitsuoka es un carrocero, tomando vehículos de producción como el Nissan Micra o el Mazda MX-5 y reemplazando su carrocería por sus propios diseños. También han creado un automóvil deportivo con líneas futuristas, basado en el Honda NSX, el Mitsuoka Orochi. Además, son los principales distribuidores en Japón del descapotable de líneas retro TD2000, basado en el clásico MG TD.

## Modelos
- Galue
- Orochi
- Nouera
- Ryoga
- Viewt